# شهرستان مدیسون (جورجیا)
شهرستان مدیسون، جورجیا (به انگلیسی: Madison County, Georgia) یک سکونتگاه مسکونی در ایالات متحده آمریکا است که در جورجیا واقع شده‌است.